# Yuexi (Anqing)
Der Kreis Yuexi (chinesisch 岳西县, Pinyin Yuèxī Xiàn) ist ein Kreis der bezirksfreien Stadt Anqing in der chinesischen Provinz Anhui. Der Kreis hat eine Fläche von 2.369 Quadratkilometern und zählt 333.000 Einwohner (Stand: Ende 2018). Sein Hauptort ist die Großgemeinde Tiantang (天堂镇).

## Administrative Gliederung
Auf Gemeindeebene setzt sich der Kreis aus dreizehn Großgemeinden und elf Gemeinden zusammen. 